# Prasinohaema flavipes
Espèce
Synonymes
- Lygosoma flavipes Parker, 1936

Statut de conservation UICN

 LC  : Préoccupation mineure
Prasinohaema flavipes est une espèce de sauriens de la famille des Scincidae.

## Répartition

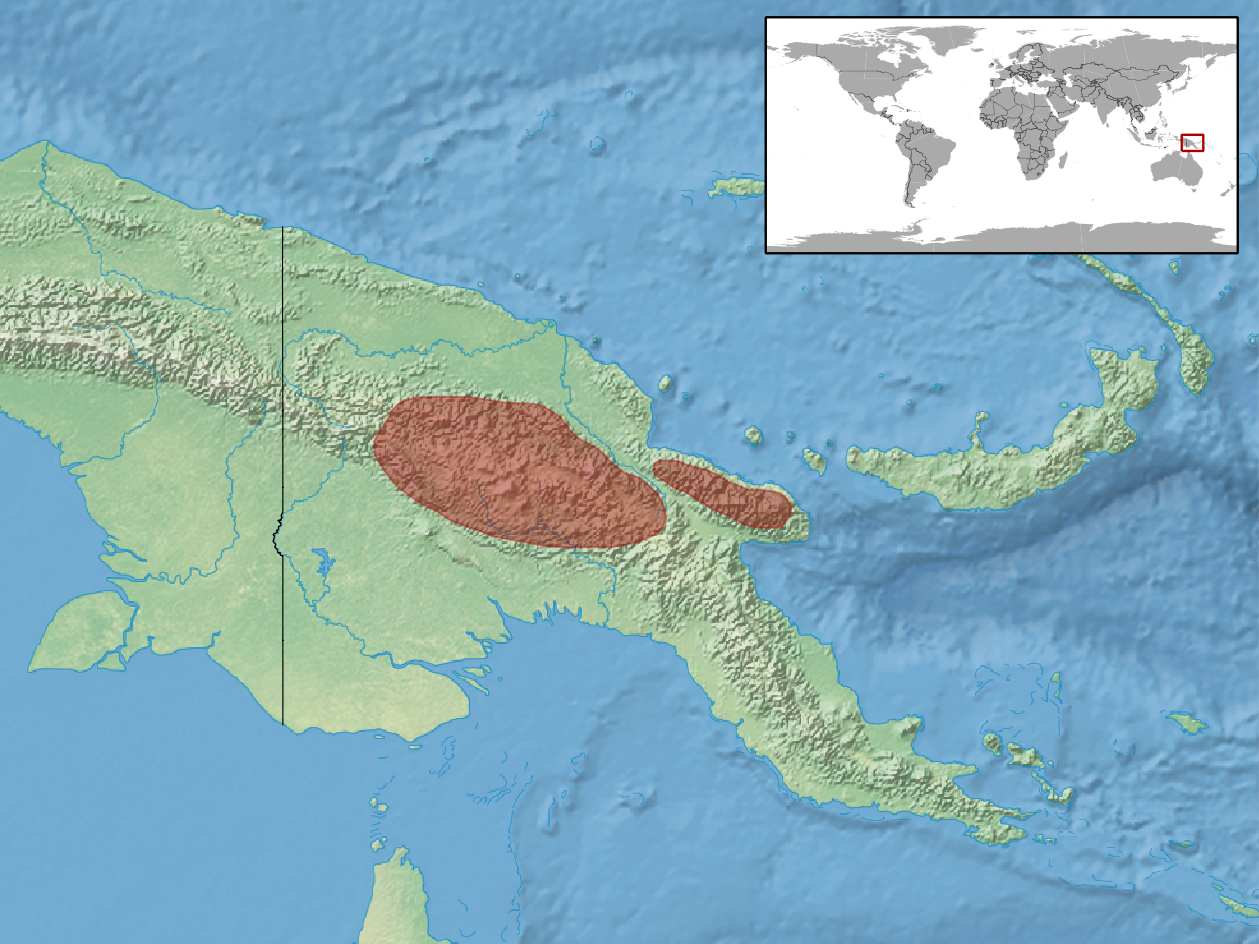
Répartition de l'espèce.

Cette espèce est endémique de Papouasie-Nouvelle-Guinée.

## Description
Cette espèce est ovovivipare.

## Publication originale
- Parker, 1936 : A collection of reptiles and amphibians from the mountains of British New Guinea. Annals and Magazine of Natural History, sér. 10, vol. 17, p. 66–93.